# Anolis cooki
Anolis cooki är en ödleart som beskrevs av  Grant 1931. Anolis cooki ingår i släktet anolisar, och familjen Polychrotidae. Inga underarter finns listade i Catalogue of Life.